# Cixius trispinosa
Cixius trispinosa är en insektsart som beskrevs av Van Stalle 1988. Cixius trispinosa ingår i släktet Cixius och familjen kilstritar. Inga underarter finns listade i Catalogue of Life.